# リジッドフレキシブル基板
リジッドフレキシブル基板（リジッドフレキシブルきばん）とは、フレキシブルプリント基板とリジッド基板を一体化した基板である。英文ではRigid flexible printed wiring board などと表記される。メーカーによってはリジットフレキ基板、フレキシブル・リジッド基板と呼称することもある。
ガラスエポキシなどの硬い材質からなるリジッド部と、組み込みや繰り返し屈曲のための曲げる部位にはフレキシブル基板用の曲がる材料（ポリイミド）を使用したフレキシブル部からなるプリント基板である。この項ではリジッド基板材料を使用したリジッドフレキシブル基板について述べ、全層をフレキシブルプリント基板材料で構成する多層フレキシブル基板はフレキシブルプリント基板の項に説明を譲る。

## 構造
両面または片面のフレキシブル基板の両側にガラスエポキシ基板を貼り付け、スルーホールによりフレキシブル層とリジッド層の電気的導通を取った構造が最も一般的である。フレキシブル層とリジッド層の構造がそのまま用いられるが、リジッド層の最外層はキャップ層と呼ばれて外面になる表裏2面の銅箔には回路を形成せずに平滑なままで加工されたり、フレキシブル層やリジッド層をリジッド部分で接着するための接着層分の厚みをフレキシブル層ではダミーシートと呼ばれる薄板を必要数だけ挟み込んでから加工して行き、最後の完成時に外すところが、異なっている。
リジッド層まで薄くする必要がある場合には、フレキシブル層と同様のポリイミド・フィルムを使用することがあり、このような全てがフレキシブル基板用の材料で構成されたものは、多層フレックスと呼ばれる。

## 利点
リジッド部はリジッド基板と同等の剛性を持つことから部品実装性に優れていながら、フレキシブル基板と同様の屈曲性を持つことから、電子機器の内部に三次元的に組み込むことができる。
フレキシブル基板は非常に薄く取り扱いが難しいため専用の実装設備が必要となるが、高い剛性を持つリジッドフレキシブル配線板は既存のリジッド基板用の実装設備を使用でき実装密度も上げることができる。
フレキシブル基板用の材料を使用する上、製造には高い技術力が必要なため量産できるメーカーが少なくリジッド基板よりも高価となるが、一方でリジッド基板間を結ぶコネクタおよびケーブルを一体化されたフレキシブル部で代用できるため、コストダウンに寄与する。

## 歴史
リジッドフレキシブル基板は、米国の軍事航空宇宙機器の高信頼性化と小型化のために開発された。当時の電子機器は複数のプリント基板間を多数の電線で1本ずつ接続していたため、誤結線による動作不良や接続不良による故障がたびたび起こっていたが、最初からプリント基板とリード線が一体化されているリジッドフレキシブル基板の開発により問題の解決を図った。
日本では1990年代前半に東芝製ノートパソコンに搭載され注目を浴び、その後2000年代前半にデジタルカメラや携帯電話など小型携帯機器への採用が進み、一気に生産数量が増加した。

## 主要メーカー
日本
- シャープ
- 日本シイエムケイ
- 大昌電子
- AGC